# Rafael Cabral
Rafael Cabral Barbosa (Sorocaba, 20 de maio de 1990) é um futebolista brasileiro que atua como goleiro. Atualmente joga no Real Salt Lake.

## Carreira

### Santos

#### Grave fratura
Formado nas categorias de base do Santos, disputou a Copa São Paulo de 2009 pelo clube.
No início de sua carreira, em 2009, Rafael quebrou a sua perna direita em um treino, em uma dividida com o zagueiro Domingos, onde ficou afastado dos gramados por quatro meses em recuperação da fratura na perna.

#### Amistoso contra o New York Red Bulls
A sua primeira partida pelo Santos ocorreu no exterior. Rafael jogou 45 minutos do segundo tempo da partida entre Santos e New York Red Bulls nos Estados Unidos, vencida pelo Red Bull por 3 a 1, onde não sofreu gols. Todos os gols sofridos pelo Santos foram no primeiro tempo, quando o goleiro era Fábio Costa.

#### Estreia e titularidade
Sua estreia na meta do Santos em jogos oficiais (começando como titular), aconteceu no dia 2 de junho de 2010, na partida entre Santos e Cruzeiro no Mineirão pelo Campeonato Brasileiro, onde o resultado do jogo foi de 0 a 0. Rafael ganhou a vaga de Felipe, que havia disputado todas as partidas que o Santos tinha feito até o momento, por opção de Dorival Júnior. Segundo o técnico, a mudança na meta santista aconteceu por razão técnica. Sem ser vazado e com uma bela atuação com a camisa 1 do Peixe, virou o titular da equipe em 2010.
Se destacando a cada partida com a camisa número 1 do Santos, Rafael chegou até a ser sondado pelo Sevilla, da Espanha, porém a negociação não se concluiu e o jovem goleiro continuou no clube brasileiro.

#### 2011
Após um importante 2010 em que Rafael se tornou um conhecido dos torcedores santistas, manteve sua titularidade no gol da equipe no Campeonato Paulista, em que se sagrou bicampeão sobre o rival Corinthians.
Após um ótimo início de ano, conquistou o desejo de todo torcedor santista naquele ano: a Copa Libertadores. Fez uma ótima competição, com destaque principalmente para a sua grande atuação frente ao América do México pela partida de volta das oitavas-de-final, garantindo o 0 a 0 e a classificação para as quartas. Logo em seguida, na final contra o Peñarol, tornou-se o goleiro mais jovem a conquistar uma Libertadores, demonstrando sempre frieza debaixo das três traves dos gols santistas.
Em agosto do mesmo ano, recebeu uma proposta de 4 milhões de euros, por 85% do seu passe, do Palermo, da Itália. A diretoria santista recusou a proposta, deu ao jogador um aumento salarial, e seu contrato permaneceu até dezembro de 2014.

#### 2012
No ano de 2012, Rafael ajudou o Santos a se classificar para as semis da Libertadores, defendendo um pênalti de pura sorte nas quartas. Foi convocado pelo técnico da Seleção Brasileira, Mano Menezes, e fez sua estreia como titular no dia 30 de maio de 2012, em um amistoso contra os Estados Unidos.
Seria o titular nas Olimpíadas de Londres, mas precisou ser cortado (Gabriel o substituiu) em virtude de uma lesão em um treino às vésperas da estreia.

### Napoli
Em 8 de julho de 2013, o Santos confirmou a venda de Rafael para o Napoli, da Itália (a transferência mais cara de um goleiro no futebol brasileiro), por € 5 milhões (quase R$ 15 milhões), sendo que o Peixe teria direito saída do valor (R$ 10,5 milhões), e o goleiro e a Teisa (grupo de empresários ligados à diretoria) dividiriam os 30% restantes.
Contra o Swansea, Rafael acabou rompendo os ligamentos do joelho, ficando fora por seis meses, o que acabou o deixando de fora da temporada. O time foi campeão da Copa Itália.
Começou a temporada seguinte como titular e foi campeão da Supercopa da Itália, mas em fevereiro não jogou bem, cometeu algumas falhas, e o treinador Rafa Benítez o tirou do time.
A partir do terceiro ano de clube, que recontratou Pepe Reina, ficou mais três anos na reserva e jogando poucos jogos.
Após o final da temporada 2017–18, Rafael Cabral anunciou a saída do Napoli, após 5 anos e sem espaço, o jogador preferiu deixar o clube italiano.

### Sampdoria
Em 22 de julho de 2018, Rafael Cabral acertou com o Sampdoria, após desligar-se do clube napolitano.

### Reading
Em 06 de agosto de 2019, fechou sua contratação para o Reading. Fez uma temporada espetacular em sua estreia e foi eleito o melhor goleiro da Championship por vários sites.

### Cruzeiro
Em 15 de janeiro de 2022, acertou sua rescisão de contrato com o Reading para ser o novo goleiro do Cruzeiro, a pedido de Ronaldo Nazário, sócio-proprietário do clube. Rafael Cabral acertou contrato com o clube mineiro até 2024.
No dia 12 de maio, Rafael foi um dos responsáveis pela classificação do Cruzeiro para as oitavas de final da Copa do Brasil diante do Remo, realizando quatro defesas em sua primeira disputa por pênaltis pela equipe mineira.
Em alta pelo Cruzeiro, no dia 27 de maio conquistou uma nova marca pelo clube celeste, chegando ao 7º jogo seguido sem levar gol. Com tais números, Rafael superou a marca de Dida com 6 jogos (1997) e de Fábio (2012 e 2019) com 5 jogos.
Em 18 de novembro de 2023, em jogo válido pelo Campeonato Brasileiro contra o Fortaleza, Rafael Cabral atingiu a marca de 100 jogos com a camisa do Cruzeiro.
Ao término do Campeonato Mineiro de 2024, Rafael deixou o Cruzeiro, onde ao todo vestiu a camisa do Cruzeiro em 120 partidas.

### Grêmio
Em 19 de abril de 2024, Grêmio e Cruzeiro acertaram a troca dos goleiros Rafael Cabral e Gabriel Grando até o fim de 2024. O acordo entre as diretorias prevê opções de compra no final da temporada.

### Retorno ao Cruzeiro e rescisão
Em dezembro de 2024, Cruzeiro e Rafael Cabral chegaram a um acordo pela rescisão do contrato que iria até 31 de dezembro de 2025. O goleiro, que estava emprestado ao Grêmio, não seria aproveitado na Toca da Raposa em seu retorno.

### Real Salt Lake
Após rescindir o contrato com o Cruzeiro, o goleiro foi anunciado pelo Real Salt Lake, equipe da MLS. Rafael assinou com o clube americano um contrato válido por três temporadas.

## Estatísticas
Atualizado em 27 de abril de 2024.

### Clubes
| Clube             | Temporada         | Campeonato nacional | Campeonato nacional | Copa nacional[a] | Copa nacional[a] | Competições continentais[b] | Competições continentais[b] | Campeonatos Estaduais[c] | Campeonatos Estaduais[c] | Outros[d] | Outros[d] | Total | Total |
| Clube             | Temporada         | Jogos               | Gols                | Jogos            | Gols             | Jogos                       | Gols                        | Jogos                    | Gols                     | Jogos     | Gols      | Jogos | Gols  |
| ----------------- | ----------------- | ------------------- | ------------------- | ---------------- | ---------------- | --------------------------- | --------------------------- | ------------------------ | ------------------------ | --------- | --------- | ----- | ----- |
| Santos            | 2009              | 0                   | 0                   | 0                | 0                | 0                           | 0                           | 0                        | 0                        | 1         | 0         | 1     | 0     |
| Santos            | 2010              | 32                  | 0                   | 2                | 0                | 2                           | 0                           | 0                        | 0                        | 0         | 0         | 36    | 0     |
| Santos            | 2011              | 32                  | 0                   | —                | —                | 14                          | 0                           | 20                       | 0                        | 2         | 0         | 68    | 0     |
| Santos            | 2012              | 25                  | 0                   | —                | —                | 12                          | 0                           | 14                       | 0                        | 2         | 0         | 53    | 0     |
| Santos            | 2013              | 5                   | 0                   | 4                | 0                | 0                           | 0                           | 23                       | 0                        | 0         | 0         | 32    | 0     |
| Santos            | Total             | 94                  | 0                   | 6                | 0                | 28                          | 0                           | 57                       | 0                        | 5         | 0         | 190   | 0     |
| Napoli            | 2013–14           | 8                   | 0                   | 1                | 0                | 2                           | 0                           | —                        | —                        | —         | —         | 11    | 0     |
| Napoli            | 2014–15           | 23                  | 0                   | 0                | 0                | 8                           | 0                           | —                        | —                        | 1         | 0         | 32    | 0     |
| Napoli            | 2015–16           | 0                   | 0                   | 0                | 0                | 0                           | 0                           | —                        | —                        | —         | —         | 0     | 0     |
| Napoli            | 2016–17           | 1                   | 0                   | 1                | 0                | 0                           | 0                           | —                        | —                        | —         | —         | 2     | 0     |
| Napoli            | 2017–18           | 0                   | 0                   | 0                | 0                | 0                           | 0                           | —                        | —                        | —         | —         | 0     | 0     |
| Napoli            | Total             | 32                  | 0                   | 2                | 0                | 10                          | 0                           | —                        | —                        | 1         | 0         | 45    | 0     |
| Sampdoria         | 2018–19           | 2                   | 0                   | 2                | 0                | 0                           | 0                           | —                        | —                        | —         | —         | 4     | 0     |
| Sampdoria         | 2019–20           | 0                   | 0                   | 0                | 0                | 0                           | 0                           | —                        | —                        | —         | —         | 0     | 0     |
| Sampdoria         | Total             | 2                   | 0                   | 2                | 0                | 0                           | 0                           | —                        | —                        | —         | —         | 4     | 0     |
| Reading           | 2019–20           | 44                  | 0                   | 2                | 0                | 0                           | 0                           | —                        | —                        | —         | —         | 46    | 0     |
| Reading           | 2020–21           | 45                  | 0                   | 0                | 0                | 0                           | 0                           | —                        | —                        | —         | —         | 45    | 0     |
| Reading           | 2021-22           | 6                   | 0                   | 1                | 0                | 0                           | 0                           | —                        | —                        | —         | —         | 7     | 0     |
| Reading           | Total             | 95                  | 0                   | 3                | 0                | 0                           | 0                           | —                        | —                        | —         | —         | 98    | 0     |
| Cruzeiro          | 2022              | 37                  | 0                   | 6                | 0                | —                           | —                           | 11                       | 0                        | —         | —         | 54    | 0     |
| Cruzeiro          | 2023              | 37                  | 0                   | 4                | 0                | —                           | —                           | 10                       | 0                        | —         | —         | 51    | 0     |
| Cruzeiro          | 2024              | 0                   | 0                   | 1                | 0                | 2                           | 0                           | 12                       | 0                        | —         | —         | 15    | 0     |
| Cruzeiro          | Total             | 74                  | 0                   | 11               | 0                | 2                           | 0                           | 33                       | 0                        | —         | —         | 120   | 0     |
| Grêmio            | 2024              | 1                   | 0                   | —                | —                | 0                           | 0                           | —                        | —                        | —         | —         | 1     | 0     |
| Grêmio            | Total             | 1                   | 0                   | —                | —                | 0                           | 0                           | —                        | —                        | —         | —         | 1     | 0     |
| Total na carreira | Total na carreira | 238                 | 0                   | 24               | 0                | 40                          | 0                           | 90                       | 0                        | 6         | 0         | 458   | 0     |

- a. ^  Jogos da Copa do Brasil, Copa da Inglaterra e Copa da Liga Inglesa
- b. ^  Jogos da Copa Sul-Americana, Copa Libertadores, Recopa Sul-Americana, Liga dos Campeões e Liga Europa
- c. ^  Jogos do Campeonato Paulista e Campeonato Mineiro
- d. ^  Jogos do Jogos Amistosos, Copa do Mundo de Clubes e Supercopa da Itália

### Seleção Brasileira
Expanda a caixa de informações para conferir todos os jogos deste jogador, pela sua seleção nacional.
|   | Data               | Local                       | Resultado | Adversário     | Gol(s) | Competição |
| - | ------------------ | --------------------------- | --------- | -------------- | ------ | ---------- |
| 1 | 30 de maio de 2012 | Washington, Estados Unidos  | 4–1       | Estados Unidos | 0      | Amistoso   |
| 2 | 3 de junho de 2012 | Dallas, Estados Unidos      | 0–2       | México         | 0      | Amistoso   |
| 3 | 9 de junho de 2012 | Nova Jersey, Estados Unidos | 3–4       | Argentina      | 0      | Amistoso   |

Olímpica
|    | Data                | Local                                        | Resultado | Adversário   | Gols | Competição |
| -- | ------------------- | -------------------------------------------- | --------- | ------------ | ---- | ---------- |
| 1. | 20 de julho de 2012 | Riverside Stadium, Middlesbrough, Inglaterra | 2–0       | Grã-Bretanha | 0    | Amistoso   |

## Títulos
Santos
- Campeonato Paulista: 2010[27],  2011, 2012
- Copa do Brasil: 2010[28]
- Copa Libertadores da América: 2011[29]
- Recopa Sul-Americana: 2012

Napoli
- Coppa Itália: 2013–14
- Supercopa da Itália: 2014

Cruzeiro
- Campeonato Brasileiro - Série B: 2022

Seleção Brasileira
- Superclássico das Américas: 2014

### Prêmios individuais
- Melhor Goleiro do Campeonato Paulista: 2012[30] e 2013[31]
- Melhor Goleiro da Copa Libertadores da América de 2011